# Liste des universités en Haïti
Ceci est une liste d'école et d'universités en Haïti.

## Universités/Écoles
- American University of the Caribbean (Haïti)[1]
- Theophany University (TU)[2]
- IPES BUSINESS SCHOOL [3]
- Centre de Formation,de Recherches et d'Etudes Scientifiques Internationales (CEFORESI)[4]
- Flame University (Haiti)[5]
- Université Agricole de Management des Metiers de la Production  (UAMMP)[6]
- Academy of Sciences of Haiti (ASH)[7]
- Centre d'Enseignement Supérieur et de Recherche Scientifique (SUN)
- Université de la Paix  (UNIPAX)[8]
- Université Louis Maximilien (ULUM)[9]
- Centre d'Etudes Diplomatiques et Internationales
- Centre universitaire polytechnique d'Haïti (CUPH)
- Christian University of North Haiti
- College Universitaire de Christianville[10]
- CREFIMA Université[11]
- École Nationale Supérieure de Technologie
- École Supérieure Catholique de Droit de Jérémie
- École Supérieure d'Infotronique d'Haïti (ESIH)
- Faculté des Sciences Infirmières de l'Université Épiscopale d'Haïti à Léogâne (FSIL)
- Hartford University (Haiti) (HU)
- Hautes Études Comerciales et Économique
- Institut de Formation des Cadres (IFC)
- Institut des Hautes Etudes Commerciales et Economiques (IHECE)
- Institut Polytechnique de Léogâne
- Institut Universitaire de Formation des Cadres (INUFOCAD)[12]
- Institut Universitaire de l'Ouest (IUO)[13]
- Institut Universitaire des Sciences de l'Éducation (CREFI)[14]
- Institut Universitaire et Technologique d'Haïti (INUTECH)
- Institut Universitaire Quisqueya-Amerique (INUQUA)
- Millennium International University of the Americas[15]
- Paodes Université
- Séminaire de Théologie Évangélique de la Grace (STEG)
- Université Adventiste d'Haïti
- Université Américaine des Sciences Modernes d'Haïti (UNASMOH)
- Université Autonome Charlemagne Peralte (UNACP)
- Université Autonome de Port-au-Prince[16]
- Université Caraïbe
- Université Chretienne du Nord d'Haïti
- Université de David Pierre de PENDUS (UDPD)[17]
- Université de Fondwa[18]
- Université de la Fondation Dr. Aristide (UNIFA)
- Université de la Nouvelle Grand'Anse
- Université de L'Académie Haïtienne (UAH)
- Université de Port-au-Prince[19]
- Université Saint François d'Assise d'Haïti (USFAH)[20]
- Université de Vital Jeff de la Caraïbe[21]
- Université d'Etat d'Haïti[22]
- Université d'Etudes Internationales (UDEI)
- Université Épiscopale d'Haïti
- Université Franco-Haïtienne du Cap-Haïtien (UFCH)
- Université G.O.C.[23]
- Université Internationale de Haïti (UNIH)[24]
- Université Joseph Lafortune (JLF)[25]
- Université la Pleiade d'Haïti (UPLEH)[26]
- Université Yahvé nissi DU PASTEUR GERALD BATAILLE (UNYN)
- Université Lumière
- Université Notre Dame d'Haïti
- Université Polyvalente d'Haïti (UPH)
- Université Queensland (UQ)[27]
- Université Quisqueya (UNIQ)[28]
- Université de la Renaissance d'Haiti (URH)
- Université Roi Henri Christophe
- Université Ruben Leconte(URL)
- Université Russell-Kant (UR-K)
- Université Saint Gérard (USG)[29]
- Séminaire de Théologie Évangélique de Port-au-Prince (STEP)[30]
- Centre d'informatique, de statistiques et d'administration(CISA)